# Olenjok
Der Olenjok (russisch Оленёк, jakutisch Өлөөн Ölöön) ist ein 2292 km langer Strom in der Region Krasnojarsk und der Republik Sacha (Jakutien) in Nordsibirien (Nordrussland, Asien).

## Verlauf
Der Olenjok entspringt im Nordostteil des Mittelsibirischen Berglands auf dem Anabarplateau. Seine Quelle liegt etwa 200 km nördlich der am weiter südlich verlaufenden Fluss Wiljui gelegenen Ortschaft Ekonda.
Für russische Verhältnisse wenige Kilometer unterhalb seines Ursprungs erreicht der Fluss die in Russland liegende Republik Sacha, in der er windungsreich zuerst in östlicher und dann in nordöstlicher Richtung durch das Bergland fließt. In seinem Unterlauf tritt er in die östlichen Bereiche des Nordsibirischen Tieflands ein, wobei er westlich an den Czekanowskibergen vorbeifließt.
Nach Durchfließen des Tieflands mündet er etwa 220 km westlich des Lenadeltas in einem 475 km² großen Mündungsdelta nördlich von Ust-Olenjok an der Olenjokbucht in die Laptewsee, ein Randmeer des Arktischen Ozeans.

## Nebenflüsse
Zu den Nebenflüssen des Olenjok gehören: Arga-Sala, Bur, Ukukit, Birekte, Kuoika, Bejentschime, Buolkalach und Siligir.

## Schiffbarkeit und Ortschaften
Der fischreiche Olenjok ist ab Suchana über eine Strecke von rund 965 km schiffbar. An seinen Ufern liegen (im Oberlauf beginnend) unter anderem die Ortschaften Olenjok, Suchana, Taimilyr, Sklad, Buolkalach und Ust-Olenjok.